# Lean software development

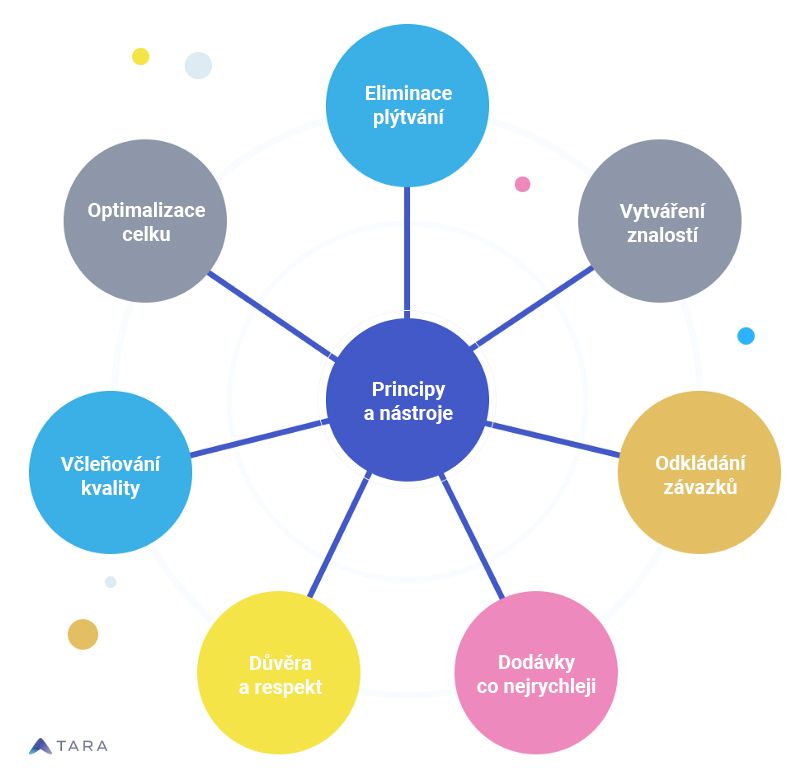

Lean software development (LSD) je metodika, jež má původ v řízení průmyslové výroby.
Metoda Lean manufacturing (štíhlá výroba) vznikla v japonské firmě Toyota po druhé světové válce. Jejím cílem bylo levnější, efektivnější a rychlejší řízení výroby aut. Hlavním cílem bylo co nejvíce omezit plýtvání bez ztráty kvality. Metoda se snaží, aby zákazník neplatil za chyby, které způsobí firma svoji neschopností. Zákazník by měl platit jen za to, co požadoval.
Lean manufacturing byla přizpůsobena pro vývoj software v rámci agilních metod a byla nazvána Lean software development. Tato metodika se snaží identifikovat a hlavně eliminovat všechny zdroje plýtvání v průběhu celého vývojového procesu a zákazníkovi dodat produkt,který splňuje jeho požadavky.

## Principy a nástroje
1. Eliminace plýtvání
2. Včleňování kvality do vývoje
3. Vytváření znalostí
4. Odkládání závazků
5. Dodávky co nejrychleji
6. Důvěra a respekt k lidem podílejících se na vývoji
7. Optimalizace celku[1]

### 1. Eliminace plýtvání
Tento princip si klade za cíl eliminaci plýtvání, které lze považovat za všechny procesní činnosti, které nepřidávají hodnotu konečnému produktu. Aby se zamezilo plýtvání, vývojové týmy se zaměřují na vizualizaci svých pracovních postupů. Cílem je zmapovat celý proces od návrhu až po realizaci a objevit fáze, které nepřidávají žádnou hodnotu. Tím se také urychlí dodání produktu zákazníkovi. Podobně jako u štíhlé výroby, bylo nalezeno 7 druhů plýtvání.

#### 7 druhů plýtvání[3]
- Funkcionalita – nevyžádaná nebo nevyužívaná funkce
- Nedokončená práce – nezdokumentovaná či neotestovaná práce
- Střídání úkolů – přepínaní mezi jednotlivými úkoly
- Prodlevy – např. čekání na dokumentaci
- Chyby – čím pozdější nalezení chyby, tím vyšší náklady na její opravení
- Přesuny mezi rolemi – ztráta informací při přesunu mezi jednotlivými týmy (analytici / programátoři)
- Nutnost znovu se učit zapomenuté

#### Nástroje pro identifikace hodnoty
- Kano model – nástroj pro lepší pochopení zákazníkových požadavků

#### Nástroje pro identifikace plýtvání
- Mapa hodnotového toku – vizualizace přehledu o průběhu celého procesu vývoje softwaru

#### Nástroje pro eliminace plýtvání
- Sada zásad pro každou oblast plýtvání – viz 7 druhů plýtvání

### 2. Včleňování kvality do vývoje[4]
Pro větší efektivitu je třeba začleňovat kvalitu do vývoje už na začátku. Zamezuje se tím, že chyby postupují celým vývojem, ačkoliv na konci by byly stejně odstraněny. Pro tento princip se používají celkem tři skupiny nástrojů pro jednotlivé účely.

#### Nástroje pro zpětnou vazbu
- Testování – např.: programátorské testy, zákaznické testy, testy použitelnosti
- Iterativní vývoj – vývoj po malých částech, funkcionalitách

#### Nástroje pro prevenci vzniku chyb
- Vývoj řízený testy – způsob vývoje, při kterém jsou jednotkové testy napsané před samotným kódem
- Refaktorizace – výrazně snižuje celkovou údržbu kódu
- Automatizace – běžné úkoly je třeba zautomatizovat, tím se výrazně sníží riziko vzniku chyb

#### Disciplína při vývoji
- Metoda 5S – Metoda pěti "Proč?"

### 3. Vytváření znalostí
Při tvorbě softwaru se neustále mění požadavky. Je třeba tyto znalosti zaznamenávat a sdílet.

#### Nástroje pro podpora tvorby a sdílení znalostí
- Komunikace – pravidelné schůzky vývojového týmu, schůzky se zákazníkem po každé iteraci
- Metoda A3 – řešení problémů by se mělo vejít na papír velikosti A3
- Párové programování – praktika používaná zejména v Extrémním programování. Jeden programátor píše kód a druhý ho pozoruje, případně opravuje

#### Nástroje pro zachycování znalostí
- Wiki systémy
- Dokumentace

### 4. Odkládání závazků
Odkládání závazků na poslední chvíli umožňuje dělat rozhodnutí, která budou odrážet aktuální realitu. Tím se minimalizuje riziko tvorby neaktuálních požadavků. Nevratná a závazná rozhodnutí by měla být odkládána až na ten nejpozdější moment.

#### Nástroje
- Iterativní vývoj – cyklický vývoj po malých částech
- Minimalizace závislostí – čím méně existuje závislostí, tím lépe se přizpůsobuje možným změnám ve vývoji

### 5. Dodávky co nejrychleji[5]
Nejlepší možností pro co nejrychlejší dodávky, jsou krátké iterace. Zákazník může vidět nové funkcionality a případně upravit své požadavky.

#### Nástroje pro co nejrychlejší dodávky
- Krátké iterace

### 6. Důvěra a respekt k lidem podílejících se na vývoji[4]
Pokud se bude vývojář cítit ve svém týmu motivovaný a potřebný, tak ho jeho práce bude bavit a bude více produktivní. Také je potřeba, aby se mohl vývojář na své spolupracovníky spolehnout a svěřit jim úkoly s tím, že je splní.

#### Nástroje pro samořízené týmy
- Samořízené týmy
- Motivace – členové týmu by měli vědět, co dělají a proč to dělají
- Komunikace

#### Nástroje pro podporu týmové práce
- Kanban – nástroj pro plánování jednotlivých iterací
- Andon – jednoduchý signální systém, který poskytuje rychlý přehled o aktuálním stavu vývoje

### 7. Optimalizace celku[4]
Pro správný vývoj je nutné, aby jednotlivé části softwaru fungovaly jako celek.

#### Nástroje pro systémové myšlení
- Metriky
- Metoda pěti "Proč?"

#### Nástroje pro neustále zlepšování
- Kaizen – stanovení určitého cíle a pomalým zlepšováním ho dosáhnout